# 第4回東京音楽祭
第4回東京音楽祭（だいよんかいとうきょうおんがくさい、4th Tokyo Music Festival）は、4回目の『東京音楽祭』である。1975年7月13日、日本武道館にて世界大会が開かれ、モーリン・マクガヴァン（アメリカ）がグランプリに輝いた。  
- 第3回東京音楽祭-第4回東京音楽祭-第5回東京音楽祭

## 概要
- 6月30日、FIDOF AWARD授与。
第3回東京音楽祭におけるルネ・シマール、スリー・ディグリーズの世界的なヒットに対して。FIDOF（国際音楽祭連盟）からブロンズ像が贈られた。
- 7月13日、海外参加13曲+国内4曲で開催。イタリアから1曲が不参加。
- 日本以外のアジアからの参加がない大会となった（香港出身のアグネス・チャンは日本代表歌手としてエントリー）。この4回大会と19回大会のみの事例となっている。

## 司会者
- 土居まさる
- 落合恵子

## スペシャルゲスト
ゲスト
- スリー・ディグリーズ（ゲストシンガー）
- フレッド・マクレー（ゲストハリウッドスター）アメリカ
- コーネル・ワイルド（ゲストハリウッドスター）アメリカ

## 審査員
- 服部良一（審査委員長）
- 蘆原英了（音楽評論家）
- 岡野弁（ミュージックラボ編集長）
- ニーノ・ロータ（作曲家）フランス
- ピーター・グレイブス（俳優）アメリカ。スパイ大作戦
- ロバート・スタック（俳優）アメリカ。アンタッチャブル
- ロッド・スチュワート（歌手）イギリス。※当初予定
- ブリット・エクランド（女優）スウェーデン。※当初予定
- クロード・タベ（フランスローズ音楽祭主催者）フランス。※当初予定
- アウグスト・アウゲロ（FIDOF名誉会長）スペイン
- ダニー・オドノヴァン（ダニーオドノヴァンエンタープライズ社長）イギリス
- ドゥニース・グラゼール（テレビプロデューサー）フランス
- サルヴァトーレ・T・キャンティア（MCAミュージック社長）アメリカ
- レイ・N・タナカ（音楽ディレクター）ハワイ
- ウィリアム・ハマースタイン（ウィリアムソンミュージック）アメリカ

## 世界大会エントリー
参加17曲（出場順）
| 曲順 | エントリー歌手                                            | 参加楽曲                                                         | 賞                                                    | 国       |
| ---- | --------------------------------------------------------- | ---------------------------------------------------------------- | ----------------------------------------------------- | -------- |
| 1    | マック＆ケイティ・キッスーン Mac & Katie Kissoon          | 「シュガー・キャンディ・キッス」 Sugar Candy Kisses              | チェリー・ブロッサム賞                                | イギリス |
| 2    | しばたはつみ                                              | 「濡れた情熱」                                                   | 銅賞 外国審査員団賞                                   | 日本     |
| 3    | スーザン・モーン Susan Maughan                            | 「あふれる想い」 There is a River （映画「火の鳥」主題曲の原曲） | 作曲賞（ミッシェル・ルグラン） チェリー・ブロッサム賞 | イギリス |
| 4    | アラン・シャンフォー Alain Chamfort                       | 「そよ風のセレナーデ」 La Musique Du Samedi                      | 銅賞                                                  | フランス |
| 5    | シスター・スレッジ Sister Sledge                          | 「あなたは恋の特効薬」 Pain Reliever                             | 銀賞                                                  | アメリカ |
| 6    | アニタ・カー＆ハイ・ファイ・セット Anita Kerr & Hi-Fi-Set | 「夢うつつ」 Completely                                          | TBS賞 編曲賞                                          | スイス   |
| 7    | モーリン・マクガヴァン Maureen Mcgovern                   | 「わたしの勲章」 Even Better Than I Know Myself                  | グランプリ                                            | アメリカ |
| 8    | ニコール・クロワジール Nicole Croisille                   | 「あなたとともに」 Une Femme Avec Toi                            | 銀賞                                                  | フランス |
| 9    | メイ・フラワー May Flower                                 | 「ミス・ロックンロール」 Miss Rock'n Roll                        | チェリー・ブロッサム賞                                | フランス |
| 10   | アグネス・チャン                                          | 「はだしの冒険」                                                 | チェリー・ブロッサム賞                                | 日本     |
| 11   | アラン＆ジュリー・グリア Alan & Julie Grier (The Griers)  | 「ソング・オブ・ハワイ」 Song of Hawaii                          | チェリー・ブロッサム賞                                | アメリカ |
| 12   | 五木ひろし                                                | 「千曲川」                                                       | TBS賞                                                 | 日本     |
| 13   | アストラッド・ジルベルト Astrud Gilberto                  | 「リブ・トゥデイ」 Live Today                                    | TBS賞                                                 | ブラジル |
| 14   | コモドアーズ Commodores                                   | 「スリッパリー」 Slippery When Wet                               | 銅賞 最優秀歌唱賞                                     | アメリカ |
| 15   | クリスティーン Kristine Sparkle                           | 「ミスターD.J.」 Mr.D.J.                                         | TBS賞                                                 | イギリス |
| 16   | 布施明                                                    | 「シクラメンのかほり」                                           | 金賞                                                  | 日本     |
| 17   | ジャンニ・ナザーロ Gianni Nazzaro                         | 「愛に咲く少女」 Piccola, mia piccola                            | 不参加                                                | イタリア |

## エピソード
- スーザン・モーンの出場曲「あふれる想い」はミシェル・ルグラン作曲、東宝映画「火の鳥」のテーマ曲の原曲である。[2]
- アニタ・カーは男性2人女性1人のアニタカー・シンガーズとともに活動しているが、この東京音楽祭ではアニタカーシンガーズの代役を日本のグループ「ハイ・ファイ・セット」が担当。
- ジャンニ・ナザーロは交通事故のため不参加。
- アメリカ・ハワイから参加のアラン＆ジュリー・グリアは、アリゾナ州出身でアリゾナ州立大学在学中に知り合って結婚した夫婦デュオ。その後ハワイに移住し、ハワイの東京音楽祭参加権を勝ち取るソングコンテストに優勝し今回の参加となった。日本では歌謡曲「二人は若い」なども日本語で吹き込んでいる。参加曲「ソング・オブ・ハワイ」は、作詞・作曲・編曲とも夫婦での作品である。
- ライオネル・リッチーはこの回第4回大会にコモドアーズで参加。さらに9回大会にはコモドアーズとしてスペシャルゲストで出演、そして第12回大会には個人で出場しグランプリを獲得し、東京音楽祭の海外からの参加者としては最多の3回出演。
- 布施明(金賞)の「シクラメンのかほり」は、3番が英語で歌われた[1]。
- 3年ぶりの日本武道館での開催であるため、音響再生技術が特に前半で問題が多く、しばたはつみの歌声はバックの演奏に埋没し、(アリーナF列では)打楽器の音が後方からエコーとなって聞こえてくる有様であった[1]。
- この大会からカネボウ化粧品CMでヒットした歌手が各回採用されることが多くなった。「Bonjour, お目、目さん。（カネボウ化粧品春のキャンペーン曲第1弾）」のアラン・シャンフォー（4回大会）、「ギンザ・レッド・ウィ・ウィ（カネボウ化粧品'76春のキャンペーンテーマ曲）」のデイヴ（5回大会）、「シャンテ・シャンテ・ピンキッシュ（カネボウ春のキャンペーンテーマ曲）」のジュリー・バタイユ（6回大会）、「サマー・チャンピオン（カネボウ化粧品キャンペーン曲）」のセルジオ・メンデス（8回大会）、「君にクラクラ（カネボウ化粧品キャンペーン曲でこの曲で参加）」のSKY（10回大会）などがある。またもうひとつの国際音楽祭・ヤマハ世界歌謡祭でグランプリのティナ・チャールズも「Oh!クッキーフェイス」で77年カネボウ化粧品キャンペーンソングを歌っている。

## 世界大会出場以外の国内大会参加アーティスト
国内新人大会 (シルバーカナリー賞選出大会)
6月28日。
- テレサ・テン「夜霧」
- キャンディーズ「危い土曜日」

他多数
国内大会 (ゴールデンカナリー賞選出大会)
6月29日。
- 沢田研二「巴里にひとり」
- 西城秀樹「傷だらけのローラ」
- 尾崎紀世彦「忘れかけた愛を」

他多数
- 作曲賞－森田公一
- 作詞賞－なかにし礼
- 編曲賞－馬飼野俊一[4]